# Gargūr
Gargūr (persiska: گرگور, گَرگُّر, گَرگورِ ميان) är en ort i Iran.   Den ligger i provinsen Bushehr, i den centrala delen av landet, 800 km söder om huvudstaden Teheran. Gargūr ligger 13 meter över havet och antalet invånare är 795.
Terrängen runt Gargūr är platt. Runt Gargūr är det ganska glesbefolkat, med 40 invånare per kvadratkilometer. Närmaste större samhälle är Choghādak, 12,8 km norr om Gargūr. Trakten runt Gargūr är ofruktbar med lite eller ingen växtlighet.